# 미야우치촌 (에히메현)
미야우치촌(宮内村)은 에히메현 니시우와군에 설치된 촌이다. 